# Winter-Asienspiele 2025/Teilnehmer (Singapur)
| Gelbes Symbol für Goldmedaillen mit stilisierten Olympischen Ringen | Graues Symbol für Silbermedaillen mit stilisierten Olympischen Ringen | Braundes Symbol für Bronzemedaillen mit stilisierten Olympischen Ringen |
| ------------------------------------------------------------------- | --------------------------------------------------------------------- | ----------------------------------------------------------------------- |
| —                                                                   | —                                                                     | —                                                                       |

Singapur nimmt an den Winter-Asienspiele 2025 in Harbin teil.

## Teilnehmer nach Sportarten

### Eishockey
| Wettbewerb    | Männer |
| ------------- | --- |
| Athleten      | Noah Blakney Joshua Chan Chew Wee Cael Chua Ryan Goh Brandon Gunawardena James Kodrowski Kok Hung Wei Bryan Lee Lee Chin Hao Joshua Lee Shaw Lee Gabriel Lim Richard O’Brien Benedict Yong Jia Qian Ryan Tan Ryan Wintland Ian Wong |
| Gruppenphase  | Bahrain (20:1) Kuwait (3:10) Kirgisistan (2:11) |
| Zwischenrunde | Indien (13:2) |
| Viertelfinale | ausgeschieden |
| Halbfinale    | ausgeschieden |
| Finale        | ausgeschieden |
| Rang          | 11 |

### Shorttrack
| Athleten             | Wettbewerb | Vorläufe     | Vorläufe | Viertelfinale | Viertelfinale | Halbfinale    | Halbfinale    | Finale A/B    | Finale A/B    | Rang |
| Athleten             | Wettbewerb | Zeit         | Rang     | Zeit          | Rang          | Zeit          | Rang          | Zeit          | Rang          | Rang |
| -------------------- | ---------- | ------------ | -------- | ------------- | ------------- | ------------- | ------------- | ------------- | ------------- | ---- |
| Frauen               |            |              |          |               |               |               |               |               |               |      |
| Amelia Chua          | 500 m      | 49,332 s     | 4        | ausgeschieden | ausgeschieden | ausgeschieden | ausgeschieden | ausgeschieden | ausgeschieden |      |
| Amelia Chua          | 1000 m     | 1:47,099 min | 4        | ausgeschieden | ausgeschieden | ausgeschieden | ausgeschieden | ausgeschieden | ausgeschieden |      |
| Amelia Chua          | 1500 m     | 2:45,691 min | 4        | ausgeschieden | ausgeschieden | ausgeschieden | ausgeschieden | ausgeschieden | ausgeschieden |      |
| Alyssa Jing Ying Pok | 500 m      | 46,728 s     | 3        |               |               |               |               |               |               |      |
| Alyssa Jing Ying Pok | 1000 m     | 1:35,822 min | 3        |               |               |               |               |               |               |      |
| Alyssa Jing Ying Pok | 1500 m     | 2:46,217 min | 3        |               |               |               |               |               |               |      |
| Männer               |            |              |          |               |               |               |               |               |               |      |
| Kai Brandon Yan Pok  | 500 m      | 44,154 s     | 3        | ausgeschieden | ausgeschieden | ausgeschieden | ausgeschieden | ausgeschieden | ausgeschieden |      |
| Kai Brandon Yan Pok  | 1000 m     | PEN          | PEN      | ausgeschieden | ausgeschieden | ausgeschieden | ausgeschieden | ausgeschieden | ausgeschieden |      |
| Ryo Ong              | 500 m      | 43,741 s     | 3        |               |               |               |               |               |               |      |
| Ryo Ong              | 1000 m     | 1:33,486 min | 3        | ausgeschieden | ausgeschieden | ausgeschieden | ausgeschieden | ausgeschieden | ausgeschieden |      |
| Mixed                |            |              |          |               |               |               |               |               |               |      |
|                      | Staffel    |              |          |               |               |               |               |               |               |      |

### Ski Alpin
| Athleten   | Wettbewerbe | 1. Lauf | 1. Lauf | 2. Lauf | 2. Lauf | Gesamt      | Gesamt |
| Athleten   | Wettbewerbe | Zeit    | Rang    | Zeit    | Rang    | Zeit        | Rang   |
| ---------- | ----------- | ------- | ------- | ------- | ------- | ----------- | ------ |
| Männer     |             |         |         |         |         |             |        |
| Faiz Basha | Slalom      | 49,04 s | 13      | 48,23 s | 121     | 1:37,23 min | 12     |